# Mirosław Piotr Kruk
Mirosław Piotr Kruk (ur. 1967) – polski historyk sztuki, bizantynolog, nauczyciel akademicki, doktor habilitowany nauk humanistycznych, profesor Uniwersytetu Gdańskiego.

## Życiorys
Absolwent historii sztuki KUL (1992). Doktorat (Ikony Matki Boskiej z Dzieciątkiem w zachodnioruskim malarstwie wieków XV-XVI; promotor: Anna Różycka-Bryzek) obronił w 1999 w Instytucie Historii Sztuki Uniwersytetu Jagiellońskiego. Habilitacja w 2012 tamże (Ikony-obrazy w świątyniach rzymsko-katolickich dawnej Rzeczypospolitej). Od 2000 pracownik Instytutu Historii Sztuki Uniwersytetu Gdańskiego. Od roku 1996 pracownik Muzeum Narodowego w Krakowie, obecnie na stanowisku kustosza dyplomowanego w Dziale Sztuki Cerkiewnej w Pałacu Biskupa Erazma Ciołka w Krakowie. Zajmuje się historią sztuki bizantyńskiej i pobizantyńskiej.    

## Wybrane publikacje
- Zachodnioruskie ikony Matki Boskiej z Dzieciątkiem w wieku XV i XVI, Kraków: Wydawnictwo Uniwersytetu Jagiellońskiego, 2000.
- (współautorzy: Aleksandra Sulikowska-Gąska, Marcin Wołoszyn), Sacralia ruthenica: early Ruthenian and related metal and stone items in the National Museum in Cracow and the National Museum in Warsaw, tł. Anna Kinecka oraz Alicja Brodowicz-Transue i Jadwiga Szczupak, Warszawa: Państwowe Muzeum Archeologiczne 2006.
- Ikony-obrazy w świątyniach rzymsko-katolickich dawnej Rzeczypospolitej, Kraków: Collegium Columbinum 2011.
- Rome, Constantinople and Newly-Converted Europe: archeological and historical evidence, ed. by Maciej Salamon, Marcin Wołoszyn in coop. with Matthias Hardt, Mirosław P. Kruk, Aleksandra Sulikowska-Gąska, Kraków - Leipzig: Geisteswissenschaftliches Zentrum Geschichte und Kultur Ostmitteleuropas 2012.
- Czerwień - gród między Wschodem a Zachodem = Czerwień - the stronghold between the East and the West, Kraków: Muzeum Narodowe 2013.